# Robert Jordan
Robert Jordan, nascut James Oliver Rigney, Jr., (Charleston, 1948 - 2007), fou l'autor de la sèrie de novel·les fantàstiques La Roda del Temps (en anglès, The Wheel of Time). També va escriure utilitzant els pseudònim de Reagan O'Neal i Jackson O'Reilly.

## Biografia
Jordan va néixer a Charleston. Va servir dues vegades al Vietnam (entre 1968 i 1970) a l'Exèrcit dels Estats Units d'Amèrica com a artiller d'helicòpter guanyant-se el sobrenom de Ganesh, el déu hindú llevador d'obstacles. Va rebre la Creu dels Vols Distingits amb fulles de roure, l'Estrella de Bronze amb V i fulles de roure de bronze i dues Creus Vietnamites de la Valentia amb palma. Després de tornar del Vietnam, va anar a The Citadel, l'escola militar de Carolina del Sud, a on va estudiar un pregrau en física. Després de graduar-se, va entrar al servei de la Marina dels Estats Units d'Amèrica com a enginyer nuclear. Va començar a escriure l'any 1977. Era aficionat a la història i gaudia caçant i pescant, navegant, jugant al pòquer, al billar, als escacs i col·leccionant pipes. Es definia com episcopalià de "l'Església Alta" i rebia la comunió més d'un cop per setmana. Vivia a una casa construïda l'any 1797 juntament amb la seva muller Harriet McDougal qui treballa com a editora literària (per a Tor Books en l'actualitat) i que va ser també la seva editora.

### Malaltia
El dia 23 de març de 2006, Robert Jordan va fer públic mitjançant un escrit al lloc web Locus Magazine Online que li havien diagnosticat amiloïdosi cardíaca i que, amb tractament, la mitjana de vida era de quatre anys encara que dies més tard va animar als seus lectors dient que tenia la intenció de continuar la seva carrera uns altres trenta anys.
Va començar a ser tractat amb quimioteràpia a la Clínica Mayo a Rochester, a l'estat de Minnesota, a principis d'abril de 2006. Jordan es va inscriure a l'estudi per desenvolupar el medicament Revlimid que tot just acabava de ser aprovat pel mieloma múltiple però que encara no s'havia provat amb l'amiloïdosi primària.
Jordan morí el 16 de setembre de 2007 aproximadament a les 20:45 hora catalana (14:45, Horari de la Costa Est dels Estats Units o EDT), quasi un any i mig després d'anunciar la seva malaltia.

## La Roda del Temps
Jordan va publicar en vida onze llibres de La Roda del Temps i va morir mentre escrivia A Memory of Light, nom amb què es referia al dotzè i darrer llibre de la sèrie. Degut als seus problemes de salut, Jordan no es va poder dedicar amb totes les seves forces a aquest últim llibre però segons les entrades al seu blog personal, va continuar treballant fins a la seva mort i va anar explicant a grans trets l'argument del llibre a la seva família i va deixar notes manuscrites i de so per assegurar-se que l'obra es pogués acabar en cas que ell morís.
El dia 7 de desembre de 2007, la seva editorial, Tor Books, va anunciar que l'escriptor estatunidenc Brandon Sanderson era l'escollit per a continuar el treball d'A Memory of Light. El final del llibre i de la sèrie, això no obstant, va ser escrit per Robert Jordan abans de morir.
| Edició original             | Edició antiga (espanyola)                                  | Edició nova (espanyola)                       |
| --------------------------- | ---------------------------------------------------------- | --------------------------------------------- |
| 1. The Eye of the World     | 1. El Ojo del Mundo                                        | 1. Desde Dos Ríos 2. La Llaga                 |
| 2. The Great Hunt           | 2. El despertar de los héroes                              | 3. La Gran Cacería 4. La batalla de Falme     |
| 3. The Dragon Reborn        | 3. El Dragón Renacido                                      | 5. Camino a Tear 6. El Pueblo del Dragón      |
| 4. The Shadow rising        | 4. Los Portales de Piedra 5. El Yermo de Aiel              | 7. Los Portales de Piedra 8. El Yermo de Aiel |
| 5. The fires of heaven      | 6. La Torre Blanca 7. Cielo en llamas                      | 9. La Torre Blanca 10. Cielo en llamas        |
| 6. The Lord of Chaos        | 8. El Señor del Caos 9. Los Asha'man                       | 11. El Señor del Caos 12. Los Asha'man        |
| 7. A crown of swords        | 10. El Cuenco de los Vientos 11. La Corona de Espadas      | 13. La Corona de Espadas                      |
| 8. The path of daggers      | 12. El camino de dagas 13. Nuevas alianzas                 | 14. El camino de dagas                        |
| 9. Winter's heart           | 14. El corazón del invierno 15. La Hija de las Nueve Lunas | 15. El corazón del invierno                   |
| 10. Crossroads of twilights | 16. Encrucijada en el crepúsculo 17. Asedio a Tar Valon    | 16. Encrucijada en el crepúsculo              |
| 11. Knife of dreams         | (publicació no prevista)                                   | 17. Cuchillo de sueños                        |
| 12&. The Gathering Storm    | (publicació no prevista)                                   | 18. La Tormenta                               |
| 13&. Towers of Midnight     | (publicació no prevista)                                   | (data de publicació sense confirmar)          |
| 14&. Tarmon Gai'don#        | (publicació no prevista)                                   | (data de publicació sense confirmar)          |

* &: Els volums originals 12, 13 i 14 componen l'últim llibre anomenat A Memory of Light per Robert Jordan
* #: Aquests noms poden no ser els definitius.
A més dels títols esmentats a la taula superior, Robert Jordan també va escriure d'altre material:
- La Rueda del Tiempo: El mundo de Robert Jordan (àtlas geogràfic i històric, etc.)
- Nueva primavera (l'acció succeeix abans de la trama principal de la sèrie)
- Pròlegs a noves edicions dels llibres de La Roda del Temps
  - Desde Dos Ríos
  - La Llaga
  - La cacería comienza
  - Nuevos hilos en el Entramado

## Altres obres

### Fallon
(utilitzant el pseudònim de "Reagan O'Neal")
- The Fallon Blood (1980)
- The Fallon Pride (1981)
- The Fallon Legacy (1982)

### Conan el Bàrbar
Jordan fou un dels diversos autors que van escriure històries de Conan el Bàrbar.
1. Conan the Invincible (1982)
2. Conan the Defender (1982)
3. Conan the Unconquered (1983)
4. Conan the Triumphant (1983)
5. Conan the Magnificent (1984)
6. Conan the Destroyer (1984)
7. Conan the Victorious (1984)

### Cheyenne Raiders
Escrit l'any 1982 i signat com a "Jackson O'Reilly".

## Treballs previstos

### Novel·les sobreLa Roda del Temps
Mesos abans de la seva mort, Robert Jordan va fer saber que tenia intenció d'escriure dues novel·les més de l'estil de Nueva Primavera. Durant el curs d'una entrevista realitzada a la fira BookExpo America 2009 (25-28 de maig), Brandon Sanderson va dir que Robert Jordan va deixar notes suficients com per a poder escriure aquestes novel·les però que avui dia, no hi ha res previst al respecte.

### Infinity of Heaven
Jordan va esmentar diverses vegades que tenia planejat escriure una altra sèrie fantàstica amb el nom d'Infinity of Heaven. L'acció estaria inspirada pel Japó feudal i la història seria la d'un nàufrag d'uns trenta anys que va a parar a un món i una cultura desconeguda.
Segons Robert Jordan, començaria a treballar en aquests llibres una vegada acabés d'escriure La Roda del Temps.